# Paepalanthus sedoides
Paepalanthus sedoides är en gräsväxtart som beskrevs av Friedrich August Körnicke. Paepalanthus sedoides ingår i släktet Paepalanthus och familjen Eriocaulaceae. Inga underarter finns listade i Catalogue of Life.